# Nauru Media
Nauru Media, nota anche con l'acronimo NM, è l'ente radiotelevisivo pubblico di Nauru. Trasmette dalla capitale de facto Yaren in nauruano e in inglese.

## Storia
La radio a Nauru fu fondata nel 1968, quando il Paese ottenne l'indipendenza dall'Australia, NM gestisce Nauru Television e Radio Nauru.
La televisione, invece, fu inaugurata il 31 maggio 1991 e le sue trasmissioni regolari cominciarono il giorno seguente, 1º giugno 1991. Coprendo la maggior parte dell'isola, la durata iniziale delle trasmissioni era approssimativamente di cinque ore al giorno.
Inizialmente fu stipulato un contratto con Television New Zealand per fornire sia supporto tecnico che formazione di base al personale. Via satellite o attraverso trasporto aereo di videocassette dalla Nuova Zelanda, i primi programmi televisivi erano di fabbricazione statunitense e neozelandese. Questo metodo fu adottato fino al 1995, quando i costi imposero un passaggio risorse alternative, nello specifico all'acquisto da Australian Broadcasting Corporation.
Se ad inizio anni novanta Nauru Television richiedeva un abbonamento del costo di AU$50 mensili,  in seguito passò, come Radio Nauru, a vivere esclusivamente di sovvenzioni statali.
All'inizio degli anni duemila, in un contesto di difficoltà economiche, NM non era in grado di produrre programmi propri e ripeteva quelli della British Broadcasting Corporation, della Australian Broadcasting Corporation e della Television New Zealand (a quel tempo Nauru Television non possedeva nemmeno telecamere proprie e il segnale di Nauru Radio era troppo debole per raggiungere ogni zona del piccolo Paese). Nel 2002, secondo l'UNESCO, l'unico programma di Nauru Television autoprodotto era un popolare telegiornale quotidiano di mezz'ora registrato su videocassetta utilizzando 3 telecamere semiamatoriali le cui riprese in contemporanea venivano montate in postproduzione per dare l'effetto studio.
Le capacità di NM furono in seguito potenziate con l'assistenza di AusAID, tantoché a fine anni duemila arrivò a coprire l'intero territorio e ad offrire diverse autoproduzioni.
Nel 2009 entrò a far parte di NM anche il quotidiano Mwinen KO.

## Servizi

### Radio
- Radio Nauru, stazione radio nazionale generalista, pubblica e non commerciale, l'unica a Nauru.[7] Trasmette sulla frequenza 105.1 MHz soprattutto notiziari, cultura e musica, dalle 6:00 alle 23:00. Ripete anche alcuni programmi di Radio Australia e British Broadcasting Corporation.[8] Gli annunciatori di Radio Nauru prevalentemente parlano in nauruano, anche se i contenuti sono in gran parte in lingua inglese.[9]

### Televisione
- Nauru Television (NTV), canale televisivo pubblico e non commerciale, l'unico a Nauru. Trasmette 24 ore al giorno attualità, documentari, sport, programmi sulla salute, educativi, fiction per adulti e bambini, eventi importanti.

## Ricezione

### Streaming
Radio Nauru è disponibile anche in streaming.

## Controversie
Nel 2004 il governo del Presidente Ludwig Scotty, in cerca di una rielezione, ordinò a Nauru Television di trasmettere il programma Four Corners della Australian Broadcasting Corporation sulla cattiva gestione economica del precedente Presidente Rene Harris, ogni sera durante la settimana prima delle elezioni. Harris, da parte sua, lamentò che NTV avesse rifiutato di dargli lo stesso spazio per fornire la propria versione dei fatti. Scotty fu infine rieletto.